# Carbopol
Il carbopol è un polimero dell'acido acrilico solubile in acqua e spesso usato come agente emulsionante, stabilizzante, addensante, gelificante. 
La sua gelificazione viene effettuata attraverso la dispersione del carbopol in acqua, si viene così a creare un ambiente leggermente acido, che successivamente viene neutralizzato e reso il pH basico con soda caustica (idrossido di sodio), potassa (idrossido di potassio) o TEA (trietanolamina).